# Rathay
Ráthay ist eine Rotweinsorte. Der Name erinnert an den aus Ungarn stammenden Weinbaufachmann Emerich Ráthay (1845–1900), der in den Jahren 1893 bis 1900 Direktor k.u.k. Oenologischen und Pomologischen Lehranstalt in Klosterneuburg war. Der ungarische Name Ráthay wird korrekt „Ráthoi“ (mit hellem „á“ und auslautendem „oi“) ausgesprochen.

## Züchtung, Sorteneigenschaften, Zulassung
Wie auch beim Roesler handelt es sich um eine Neuzüchtung aus dem Jahr 1970 durch Gertrude Mayer an der Weinbauschule in Klosterneuburg. Die Elternteile sind Blauburger und (Seyve Villard 18-402 x Blaufränkisch). Die Sorte ist ausgesprochen frosthart und sehr unempfindlich gegen Pilzkrankheiten, speziell gegen Mehltau. Die geringe Botrytisanfälligkeit hat den Vorteil, dass für die Sorte Ráthay ein wesentlich verminderter Bedarf an Pflanzenschutzmitteln besteht. Insofern ist diese Sorte besonders für den biologischen Weinbau geeignet, zumal mit den für den biologischen Weinbau zugelassenen Methoden die Pilzerkrankungen deutlich leichter unter der Schadschwelle gehalten werden können.
In Österreich erfolgte im Jahr 2000 die Sortenzulassung als Qualitätsrebsorte und im Jahr 2004 bekam die Sorte Ráthay den EU-Sortenschutz. 54,55 Hektar der österreichischen Wein-Anbaufläche sind mit Ráthay bestockt (Stand: 2025).

## Eigenschaften des Weins
Ráthay ergibt tiefdunkle, vollmundige, extrakt- und gerbstoffreiche Weine. Sie sind frühzeitig trinkreif. Wegen ihrer guten Farbkraft eignet sich die Sorte gut als Verschnittpartner auch für blassere Weine.

## Ampelografische Merkmale
- Blatt: mittelgroß, keilförmig bis fünfeckig, fünflappig
- Traube: mittelgroß, mitteldicht, zylindrisch, mit Beitraube; Beeren dunkelblau bis schwarz gefärbt

## Abstammung
Kreuzung von Blauburger × (Seyve Villard 18-402 × Blaufränkisch)